# 天心
『天心』（てんしん）は、2013年11月16日に全国劇場公開された日本映画。製作は映画『天心』製作委員会、配給はマジックアワーが担った。カラー／デジタル／ビスタ／5.1chサラウンド。上映時間122分。インターナショナルタイトルは『Tenshin』。

## 概要
法隆寺や興福寺を復興し、東京美術学校、日本美術院創立に携わったのち、日本人初のボストン美術館東洋部長に就任。世界的ベストセラー「茶の本」を著すなど、日本近代美術の父といわれた岡倉天心。その華やかな活躍の影には、天心と若き弟子たちとの、壮絶な葛藤と創作の日々があった。明治初期。廃仏毀釈の嵐が吹き荒れ、仏寺や伝統美術が失われようとするなか、“アーネスト・フェノロサと岡倉天心”は「日本の美」を救おうと奔走していた。その後天心は、東京美術学校（現在の東京藝術大学）の校長に就任。横山大観、菱田春草、下村観山ら若き才能を育成し、美術界のエリートコースを歩んでいたが、西洋画派との対立により辞任。日本美術院を立ち上げるも、天心が提唱し大観、春草らが編み出した新画法が「朦朧体」と揶揄され、次第に苦境へと追い込まれる。新天地を求めた天心は、茨城県五浦に「六角堂」を建て、日本美術院を移転し、新たな日本画の創造を目指し、壮絶なまでの創作活動に没頭していくのであったが。100年前に「クールジャパン」を創った男たちの、魂の物語がここに誕生した。

## ストーリー
昭和12年、北茨城、五浦海岸。第一回文化勲章を受賞した横山大観（中村獅童）は、取材に訪れた新聞記者（石黒賢）から、ある写真を見せられる。そこに写っていたのは、絵筆を取る若き大観と、菱田春草（平山浩行）、下村観山（木下ほうか）、木村武山（橋本一郎）の四人であった。記者に問われるまま、大観は五浦で過ごした青年時代と、師である岡倉天心の生涯に思いをめぐらせていく。
明治15年。岡倉覚三（大和田健介）とアーネスト・フェノロサ（イアン・ムーア）は、廃仏毀釈の嵐にさらされ、壊滅の危機にある日本の伝統美術を守るため、東奔西走の日々を送っていた。急激な西洋化で困窮に陥った狩野派の絵師・狩野芳崖（温水洋一）の類いまれな才能を見出したフェノロサは、芳崖に救いの手を差し伸べ、やがて日本美術史上重要な作品となる《悲母観音》を生み出すことに成功する。
明治23年。東京美術学校（東京藝術大学の前身）の校長に就任した岡倉天心（竹中直人）のもとで、横山大観、菱田春草、 下村観山ら学生は、互いに切磋琢磨し、創作活動に励んでいた。美術界のエリートコースを歩んでいた天心であったが、勢力を増す西洋画派との対立が激化、上司である九鬼男爵（渡辺裕之）の妻・波津子（神楽坂恵）と道ならぬ恋に落ちた天心を中傷する怪文書がばらまかれ、東京美術学校を排斥されて辞職へと追い込まれる。
新たな日本画の創造を目指し東京・谷中に日本美術院を立ち上げるも、彼らの画法に対する国内での評判は芳しくなく、経営難に陥る。天心は、新天地を求め茨城県の五浦に「六角堂」を建設し、翌年日本美術院も移転。志を共にした大観、春草、観山に武山も加わり、五浦の地で創作活動を開始する。しかしそれは同時に、新たな日本の美を生み出すための、苦難の日々の始まりでもあった。

## キャスト
- 岡倉天心：竹中直人
- 菱田春草：平山浩行
- 横山大観：中村獅童
- 下村観山：木下ほうか
- 木村武山：橋本一郎
- 狩野芳崖：温水洋一
- 菱田千代：キタキマユ
- 九鬼波津子：神楽坂恵
- 九鬼隆一：渡辺裕之
- 船頭：本田博太郎
- 岡倉覚三（若き日の天心）：大和田健介
- アーネスト・フェノロサ：イアン・ムーア
- 飛田周山：城之内正明
- 辰澤延次郎：新藤栄作
- 牧野伸顕：古舘寛治
- 岡倉基子：赤間麻里子
- 根本記者：石黒賢（友情出演）

## スタッフ
- 監督：松村克弥
- 脚本：我妻正義、松村克弥
- エグゼクティブ・プロデューサー：宮本昭行、宮本澄江
- プロデューサー：星加正紀、河本隆、木下裕二
- アシスタント・プロデューサー：谷田部智章
- アソシエイト・プロデューサー：城之内景子、榊恵美子、川崎直也
- ライン・プロデューサー：戸山剛
- プロダクション・アシスタント：新井美香
- 撮影：瀬川龍
- 照明：佐藤宗史
- 美術：池谷仙克
- 録音：西岡正己
- 編集：川島章正
- 音楽：中崎英也
- 効果：小野川浩幸
- 助監督：杉田満
- キャスティング：梅本竜矢
- 装飾：谷田祥紀
- 衣装：目代博昭
- ヘアメイク：新井みどり
- 制作担当：高橋誠喜
- 主題歌『亜細亜の空』：作詞・作曲・歌／石井竜也、編曲／TATOO／ソニー・ミュージックレコーズ

## 映画祭出品歴

### 日本国内
- 伊賀の國　忍者映画祭2014　正式招待作品[6]
- 第８回小田原映画祭シネマトピア2014　オープニングイベント正式招待作品[7]

### 海外
- ハワイ国際映画祭（Hawaii International Film Festival,Spring Showcase 2014）正式招待作品[8]
- ジャパンフィルム・フェスティバル・ロスアンゼルス（JAPAN FILM FESTIVAL LOS ANGELES 2014）特別招待作品[9]